# شهرداری موگیلا
شهرداری موگیلا (به لاتین: Mogila Municipality) یک منطقهٔ مسکونی در مقدونیه شمالی است که در مقدونیه شمالی واقع شده‌است. شهرداری موگیلا ۲۵۵٫۶۲ کیلومتر مربع مساحت و ۶٬۷۱۰ نفر جمعیت دارد.